# Saint-Firmin (Hautes-Alpes)
Saint-Firmin is een gemeente in het Franse departement Hautes-Alpes (regio Provence-Alpes-Côte d'Azur). De plaats maakt deel uit van het arrondissement Gap. Saint-Firmin telde op 1 januari 2022 449 inwoners.

## Geografie
De oppervlakte van Saint-Firmin bedroeg op 1 januari 2022 22,39 vierkante kilometer; de bevolkingsdichtheid was toen 20,1 inwoners per km².
De onderstaande kaart toont de ligging van Saint-Firmin met de belangrijkste infrastructuur en aangrenzende gemeenten.

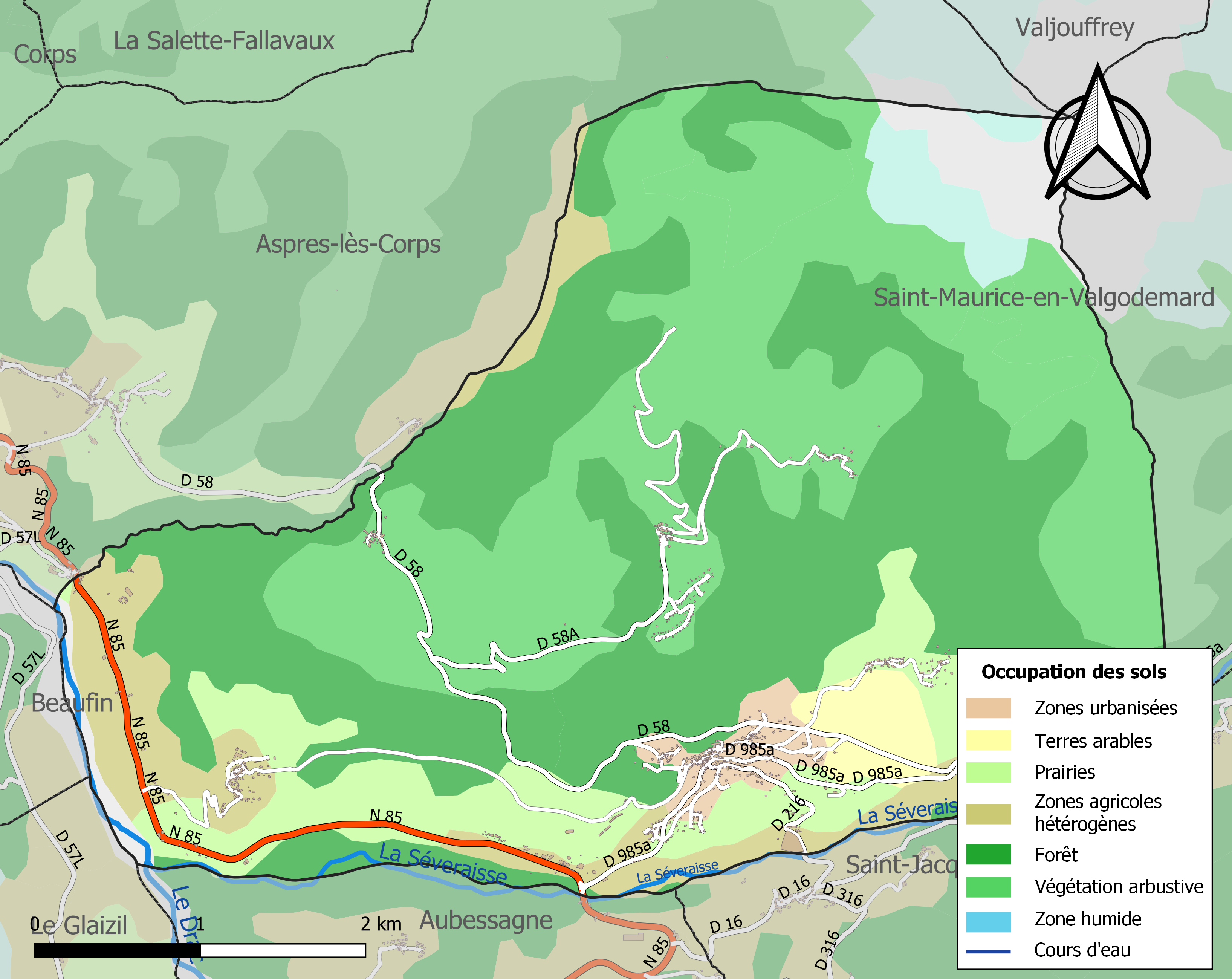

## Demografie
Onderstaande figuur toont het verloop van het inwonertal (bron: INSEE-tellingen).
Vanwege een beveiligingsprobleem met de MediaWiki Graph-software is het momenteel niet mogelijk deze grafiek weer te geven. Zodra de software is bijgewerkt zal de grafiek vanzelf weer zichtbaar worden.

## Afbeeldingen

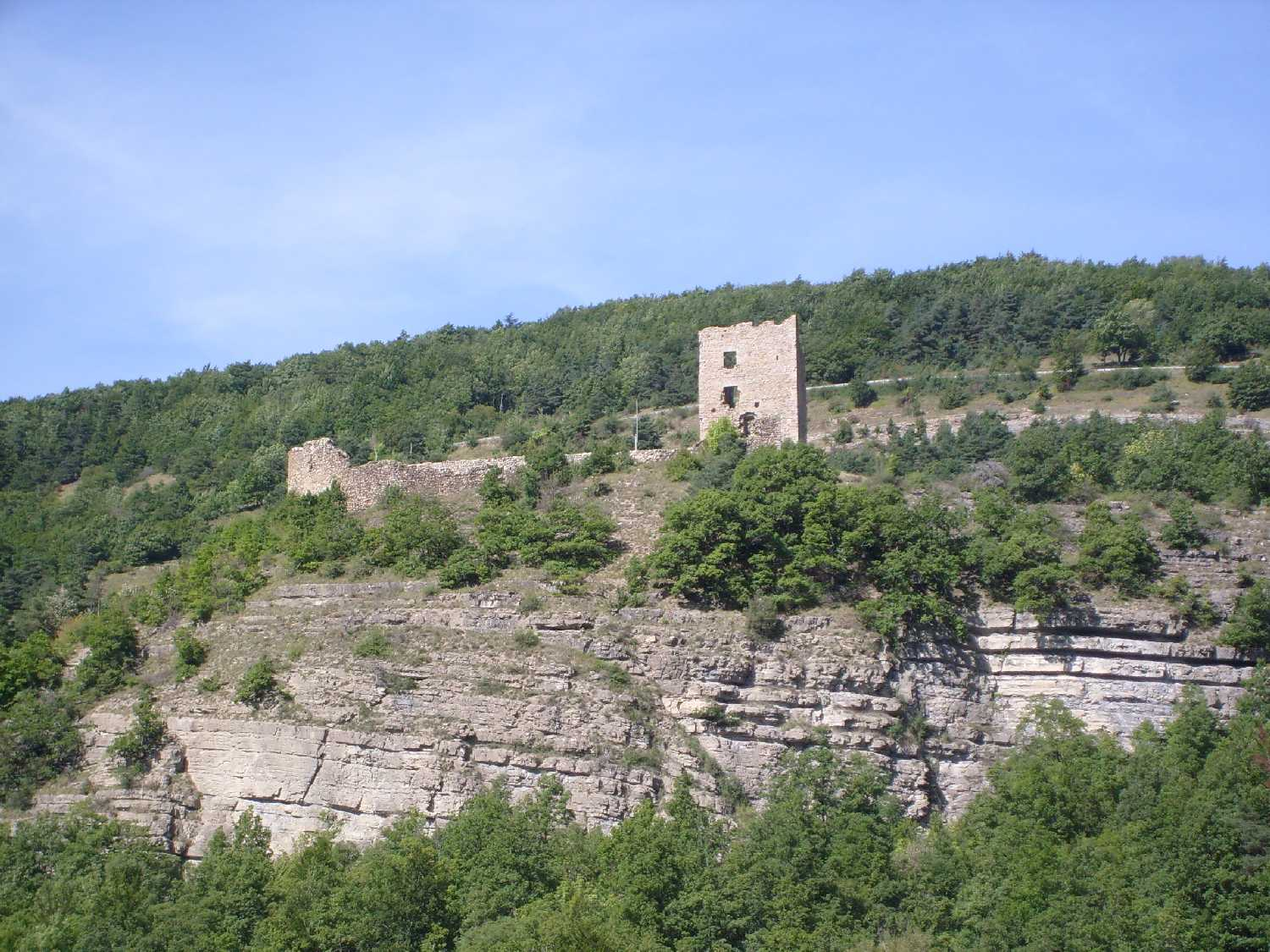
Saint-Firmin
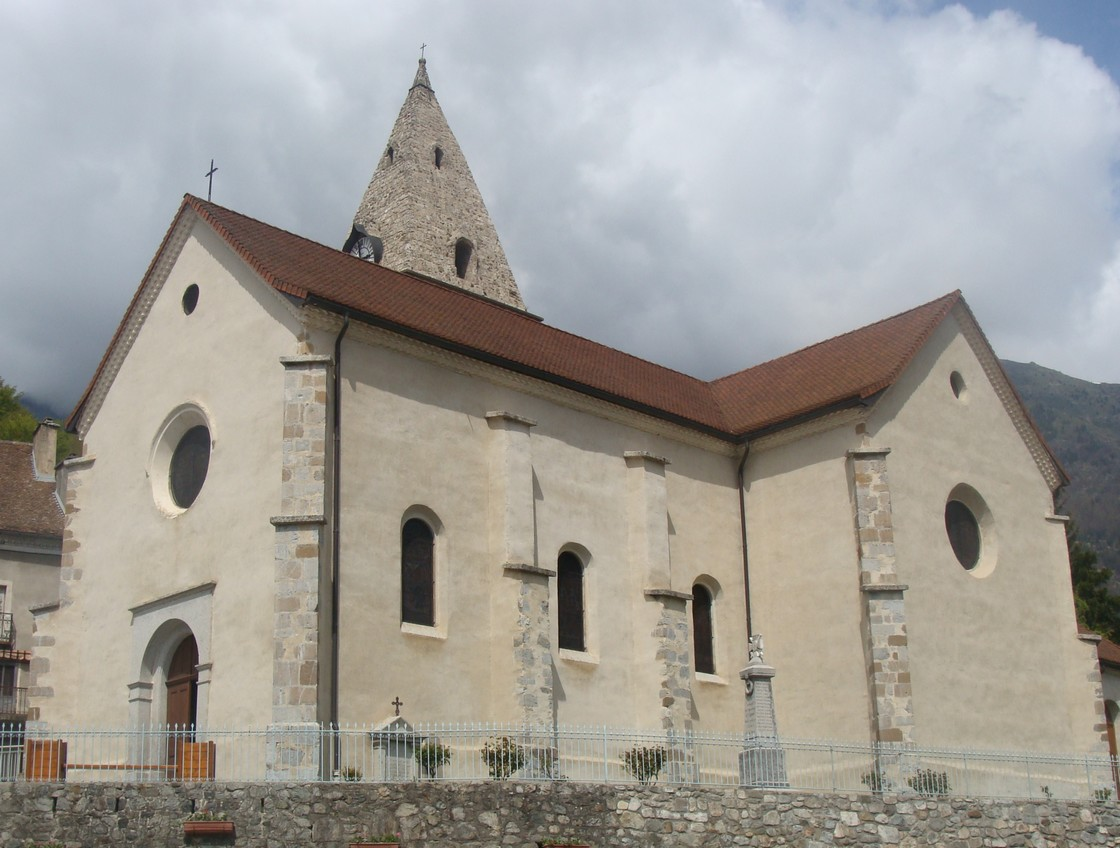
Kerk van Saint-Firmin
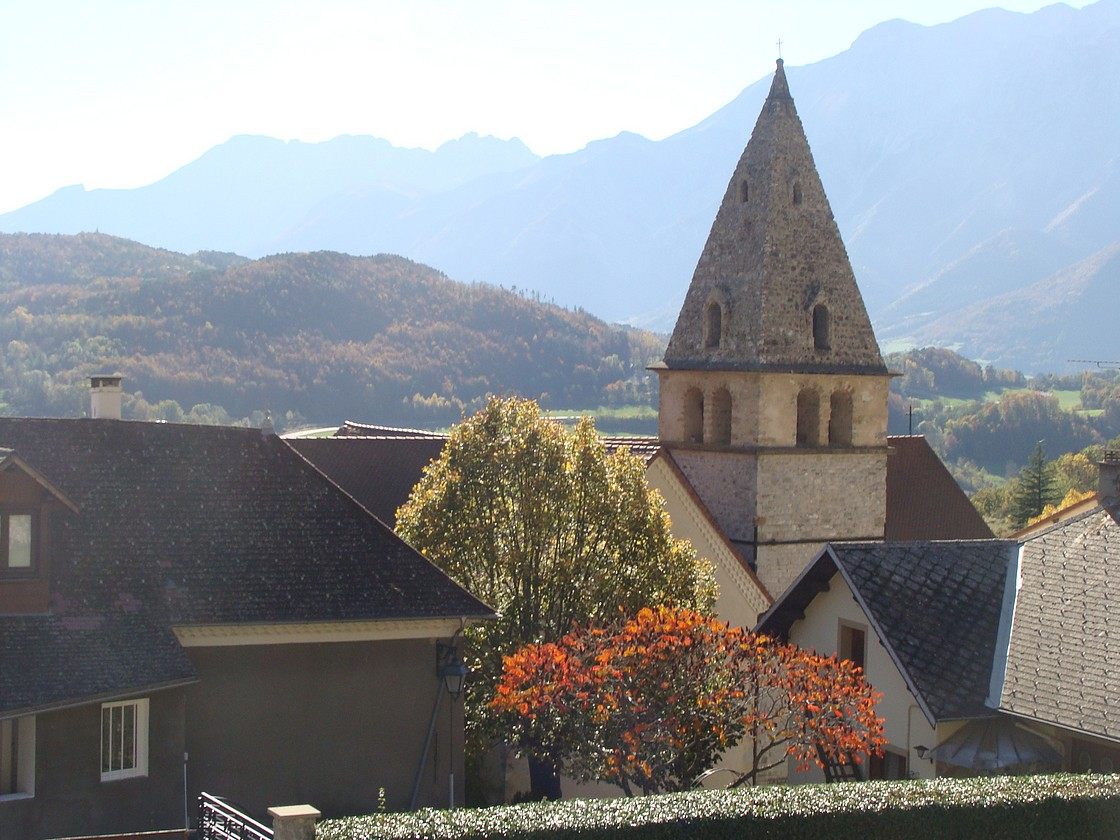
Uitzicht over Saint-Firmin
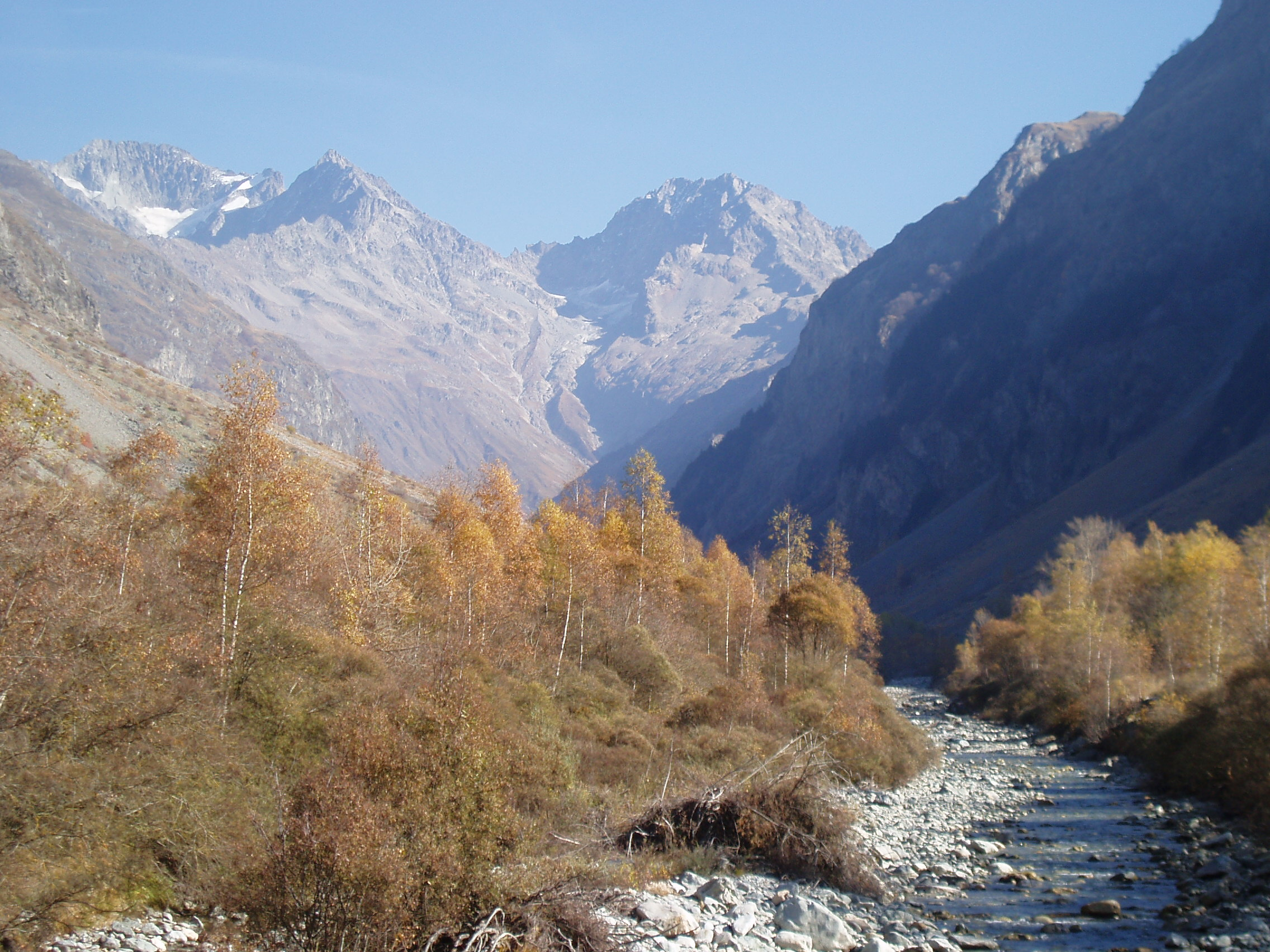
Val Gaudemar